# Joussé
Joussé település Franciaországban, Vienne megyében. Lakosainak száma 309 fő (2022. január 1.). Joussé La Chapelle-Bâton, Château-Garnier és Payroux községekkel határos.

## Népesség
A település népességének változása:
| Lakosok száma | 325  | 309  | 317  | 303  | 302  | 302  | 305  | 306  | 309  |
|               | 2013 | 2015 | 2016 | 2017 | 2018 | 2019 | 2020 | 2021 | 2022 |